# 阿科班比亞區
阿科班比亞區（西班牙語：Distrito de Acobambilla），是秘魯的一個區，位於該國中南部萬卡韋利卡大區的萬卡韋利卡省，始建於1936年4月30日，面積758.32平方公里，海拔高度3,795米，2005年人口3,521，人口密度每平方公里4.6人。